# Serrasalmo scotopterus
Serrasalmo scotopterus es una especie de peces de la familia Characidae en el orden de los Characiformes.

## Hábitat
Es un pez de agua dulce y de clima tropical.

## Distribución geográfica
Se encuentran en Sudamérica: cuenca del río Amazonas. También está presente en el río Branco (afluente del río Negro).